# Mikhaïl Kamenski
Pour les articles homonymes, voir Kamenski.
Le comte Mikhaïl Fedotovitch Kamenski (en russe : Михаил Федотович Каменский) (8 mai 1738 - 12 août 1809) était un feld-maréchal russe pendant les guerres de Catherine II de Russie et de Napoléon Ier.
Mikhaïl Kamenski sert comme volontaire dans l'armée française en 1758 et 1759. Il participe ainsi à la guerre de Sept Ans. En 1783, par la suite il est nommé gouverneur général de Riazan et de Tambov.
Quand le prince Grigori Potemkine doit être remplacé, son rôle est confié à Mikhaïl Kakhovski. En raison de son ancienneté, Kamenski refuse de se subordonner à ce nouveau chef et démissionne. En 1797, le tsar Paul Ier accorde à Kamenski le titre de comte. En 1806, Kamenski est nommé commandant en chef de l'armée de Prusse, avec laquelle il se confronte à l'armée française de Napoléon. Six jours après sa prise de commandement, à la veille de la bataille de Pułtusk, faisant semblant d'être malade, il rend le commandement à Friedrich Wilhelm von Buxhoeveden et regagne son domaine près d'Orel.
Kamenski est connu pour sa maltraitance de ses serfs. En 1809, il est tué par l'un d'eux. Sa mort a inspiré une poésie sentimentale de Vassili Joukovski. Il est le père des généraux Sergueï Kamenski et Nikolaï Kamenski.

## Sources
- (en) Cet article est partiellement ou en totalité issu de l’article de Wikipédia en anglais intitulé « Mikhail Kamensky » (voir la liste des auteurs) dans sa version du 25 août 2007.